# 寺田有希
寺田 有希（てらだ ゆき、1989年4月21日 - ）は日本の女優、タレント、グラビアアイドル、歌手。
大阪府堺市出身、明治大学文学部文学科演劇学専攻卒業。所属事務所はホリプロを経てフリー。所属レコード会社は日本コロムビア。

## 来歴
2004年の第29回ホリプロタレントスカウトキャラバン大阪地区グランプリとして、（全国）決勝大会に進出。
2004年12月17日、CS番組『アイドル道』出演でデビュー。同事務所のユニット『HOP CLUB』のメンバーとして2008年5月まで活動した。
2006年1月19日、週刊ヤングジャンプの「制コレ05」で、グランプリを獲得。
2012年3月、所属事務所ホリプロとの専属契約を終了して独立し、フリーで活動を開始。舞台作品を中心に映画・テレビドラマに出演している。
2013年12月、寺田有希オフィシャルサイトを開設。
独立後は「ベンチャー女優」と称して活動している。
2018年3月、自ら作詞・作曲したストリートラグビー公式応援ソング「さあ いこう」で、歌手としてメジャーデビュー。
2020年12月、自身初のビジネス書『対峙力』を発売。
2023年11月23日、自身のSNSで一般男性との結婚を発表した。

## 人物
- バスト83cm・ウエスト58cm・ヒップ85cm、体重40kg、靴のサイズ23.5cm（2008年当時）[要出典]。
- 普段はコンタクトレンズを着けているが、ドラマでは眼鏡を掛けている役を演じることが多い（『学問ノススメ』、『芋たこなんきん』）。2016年6月にICL手術を受け、視力が改善した[7]。
- スポーツ観戦（ほとんどテレビ観戦）が趣味だが、特にF1、サッカー、ラグビーが好き。好きなドライバーは、キミ・ライコネン。好きなラグビープレーヤーは、ニュージーランド代表（オールブラックス）ジョーディー・バレット（2018年10月横浜国際総合競技場で行われたブレディスローカップの際に一緒に写真を撮ってもらったことから）。
- ニコニコミュージカル『クリスマス・キャロル』で共演した堀江貴文が配信する動画チャンネル『ホリエモンチャンネル』へアシスタントとして出演している。

## 出演

### 映画
- 僕の初恋をキミに捧ぐ（2009年10月24日公開） - 田村結子 役
- 風切羽〜かざきりば〜（2013年6月22日公開） - サユリ 役

### オリジナルビデオ
- 心霊写真 呪撮（2006年8月、フォーサイドドットコム） - 主演・富田登志子 役、初主演DVD映画

### テレビドラマ
- よろず刑事 第7話（2006年2月、朝日放送） - 扇ありさ 役
- 家族善哉（2006年、毎日放送） - 高千穂瑛子 役
- 連続テレビ小説『芋たこなんきん』（2007年、NHK） - 徳永亜紀 役
- 学問ノススメ（2007年、朝日放送） - 木内まひる 役
- 弘恵の道しるべ（2008年、テレビ大阪 / 大阪電気通信大学製作） - 荒木弘恵 役
- 24時間テレビスペシャルドラマ「みゅうの足パパにあげる」（2008年、日本テレビ）
- 連続テレビ小説『だんだん』（2008年、NHK） - 門田直子 役
- 仮面ライダーディケイド 第28話・第29話（2009年、テレビ朝日） - 岡村リツコ 役
- 土曜時代劇『咲くやこの花』（2010年、NHK） - しの 役
- 美丘-君がいた日々- 第1話（2010年、日本テレビ）
- 水戸黄門 第41部 第12話「悪い奴らの夢の跡!・薩摩」（2010年6月28日、TBS / C.A.L） - 東条三春 役
- 石坂線物語 - 石坂線運転士清水 役
  - 第1話「華の火」（2012年9月21日、NHK大津放送局）
  - 第2話「豆腐の味」（2012年12月7日、NHK大津放送局）
  - 第3話「おかえり」（2013年3月15日、NHK大津放送局）
  - 石坂線物語（2013年3月27日、NHK BSプレミアム）※第1-3話をまとめて放送

### テレビ
- アイドル道（2004年、フジテレビ721）
- 音箱登龍門 サビデビ 1stステージ優勝（フジテレビ）
- LOVE&HOP（エンタ!371）
- エンタ!SELECTION（2006年4月 - 2007年3月、エンタ!371） - MC（番組司会）
- 天使らんまん（2006年6月6日、毎日放送）
- エプソンスペシャル 地球の歩き方 ノルウェー世界遺産の旅（2008年9月28日、テレビ朝日系列）
- おうみ発610内「江〜姫たちの戦国〜」江 〜歴史紀行〜（2010年4月 -2011年3月、NHK大津放送局） - 毎月最終週月曜日に放送
- WALKING EYES アルクメデス「NHKサスペンス劇場」（2010年9月2日、NHK総合）
- 勝・新（KATSUARA）シーズン2（2012年8月 - 9月、WOWOW）
- シャキーン!「忘れて下さい」（2014年5月19日、NHK Eテレ）
- シャキーン!「持ち方講座」（2015年10月1日、NHK Eテレ）
- ノージーのひらめき工房 ビリビリがとまらない！？（2018年2月11日、NHK Eテレ） - リン 役

### ラジオ
- アイドル大阪環状線（2006年1月 - 2007年9月、ラジオ大阪） - レギュラー
- ゴチャ2（2006年4月3日 - 9月26日、MBSラジオ） - 火曜日レギュラー
- ぷらっと☆ホーム（2006年10月4日 - 2007年9月26日、MBSラジオ） - 水曜日レギュラー
- ますだおかだてらだのベースボールキッズ（2007年10月7日 - 2008年3月23日、MBSラジオ） - レギュラー

### 舞台
- 絢爛とか爛漫とか（爛漫組）（2010年10月12日 - 17日、新宿シアターモリエール） - 小林すえ 役
- アラハン〜ARAHAN〜（2010年11月3日 - 7日、新宿シアターサンモール） - ラクサナ女王 役
- ニコニコミュージカル第1弾「クリスマス・キャロル」（2010年12月22日 - 26日、博品館劇場） - 天使ラファエル 役 他
- MOTHER マザー〜特攻の母 鳥濱トメ物語〜（2011年7月27日 - 31日、新国立劇場小劇場 他）
- ニコニコミュージカル第7弾「源氏物語」（2011年11月16日 - 23日、スペース・ゼロ） - 葵の上 役
- 音楽劇「銀河鉄道の夜」（2012年4月8日、青松寺観音聖堂）
- 島へおいでよ（2013年5月10日 - 19日、千本桜ホール）
- 円盤ライダーvol.17「ステキなタイミング」（2013年6月20日 - 30日、ホテルシャーウッド ラウンジ）
- 劇団ハーベスト第4回公演「見切り発車シスターズ -happy go lucky-」（2013年8月7日 - 11日、シアターグリーンBIG TREE THEATER） - 梅本樹里 役
- 劇団レトロノート「ラストトレインに手を振って〜How do you do buchss？」（2013年10月9日 - 14日、テアトルBONBON） - 長野莉奈 役
- yuh KAMIKIプロデュース 即興イベント「ナリユキ」（2013年11月30日、大塚レ・サマースタジオ）
- K-FRONTプロデュースvol4 「Liu-Mang Town」with DreamShipRecords（2013年12月11日 - 16日、中目黒キンケロシアター） - 白川かすみ 役
- 私立ルドビコ女学院開校記念プレ公演第2弾『Fairy Floss』（2014年1月15日 -20日、上野ストアハウス） - 相原樹 役
- キャットミント隊#4公演「イツワレー！」（2014年4月25日 - 29日、池袋BOX in BOX THEATER） - 清水麻衣子 役
- ACファクトリーvol.28「Doubt?」（2014年6月11日 - 15日、新宿シアターサンモール） - イドバタシスターズ 役
- 劇団→ヤコウバス 第4回公演「嘘と月」（2014年7月10日 - 13日、吉祥寺 櫂スタジオ）
- 「人狼 TLPT」#13:VILLAGE VII 夏草がそよぐ村（2014年7月31日・8月5日・8月8日、シアターKASSAI） - 聖騎士ジャンヌ 役
- yuh KAMIKIプロデュース即興イベント「ナリユキ2」（2014年8月31日、大塚レ・サマースタジオ）
- カンムリプロデュース 『おかえしします。44』（2018年9月6日、アトリエファンファーレ高円寺）

### ライブイベント
- 寺田有希ソロイベント イベント版「今日の寺田さん。〜乾杯娘2014夏〜」（2014年8月30日、代官山NOMAD）

### CM
- 竜王スキーパーク（2014年 - ）

### インターネット
- T-UP presents サムズアップ！ フジテレビ無料動画サイト「見参楽（みさんが！）」[8]
- ホリエモンチャンネル（YouTube）（2013年 - 2023年[9]）
- B.R CHANNEL -Fashion College-（YouTube）

## 作品

### 書籍
- 対峙力（2020年12月、クロスメディア・パブリッシング）ISBN 978-4295404835
- 自分を変える話し方(2023年９月、クロスメディア・パブリッシング ISBN 978-4295408819)

### 写真集
- 大好き!!（2005年9月、彩文館出版、撮影：KaniYasuhiko）ISBN 978-4775600948
- FANTASY（制コレThe Album）（2007年3月8日、集英社、撮影：細野晋司）ISBN 978-4087804614
- YUKI☆DOKI（2013年1月25日、彩文館出版、撮影：細井智燿）ISBN 978-4775605325

### DVD & Video
- 1st「The 1st」（2005年9月、ライブドア）
- 2nd「アイドル解体新書 〜私の取説〜 FILE.#10 寺田有希」（2006年6月、ベガファクトリー）
- 3rd「99%」（2006年10月、ベガファクトリー）
- ベスト版「Complete DVD」（2007年1月、ベガファクトリー）
- 4th「摘みたての朝」（2007年3月、ラインコミュニケーションズ）
- 5th「寺田白書はいかが?」（2008年3月、イーネットフロンティア）
- 6th「Pole Position」（2009年4月、角川エンタテインメント）
- 7th「あなたと一緒」（2013年2月22日、竹書房）
- 8th「YUKI☆SUKI」（2013年5月31日、エスデジタル）

## ディスコグラフィ

### 自主制作
- 「今日の寺田さん。」イベント版（2014年8月30日発売、自主制作）
- 「せーので、JUMP!!!!!」（2015年7月25日発売、自主制作 サウンドプロデュース:Yu）
- 「今、逢いにいくよ」（2016年8月6日発売、自主制作 サウンドプロデュース:Yu）

### シングル
- さあ いこう（2018年3月17日、日本コロムビア、COCA-17460）

### 配信シングル
- XENO（2019年12月27日、NIRVA Records）